# August-Bebel-Straße 49 (Wolmirstedt)

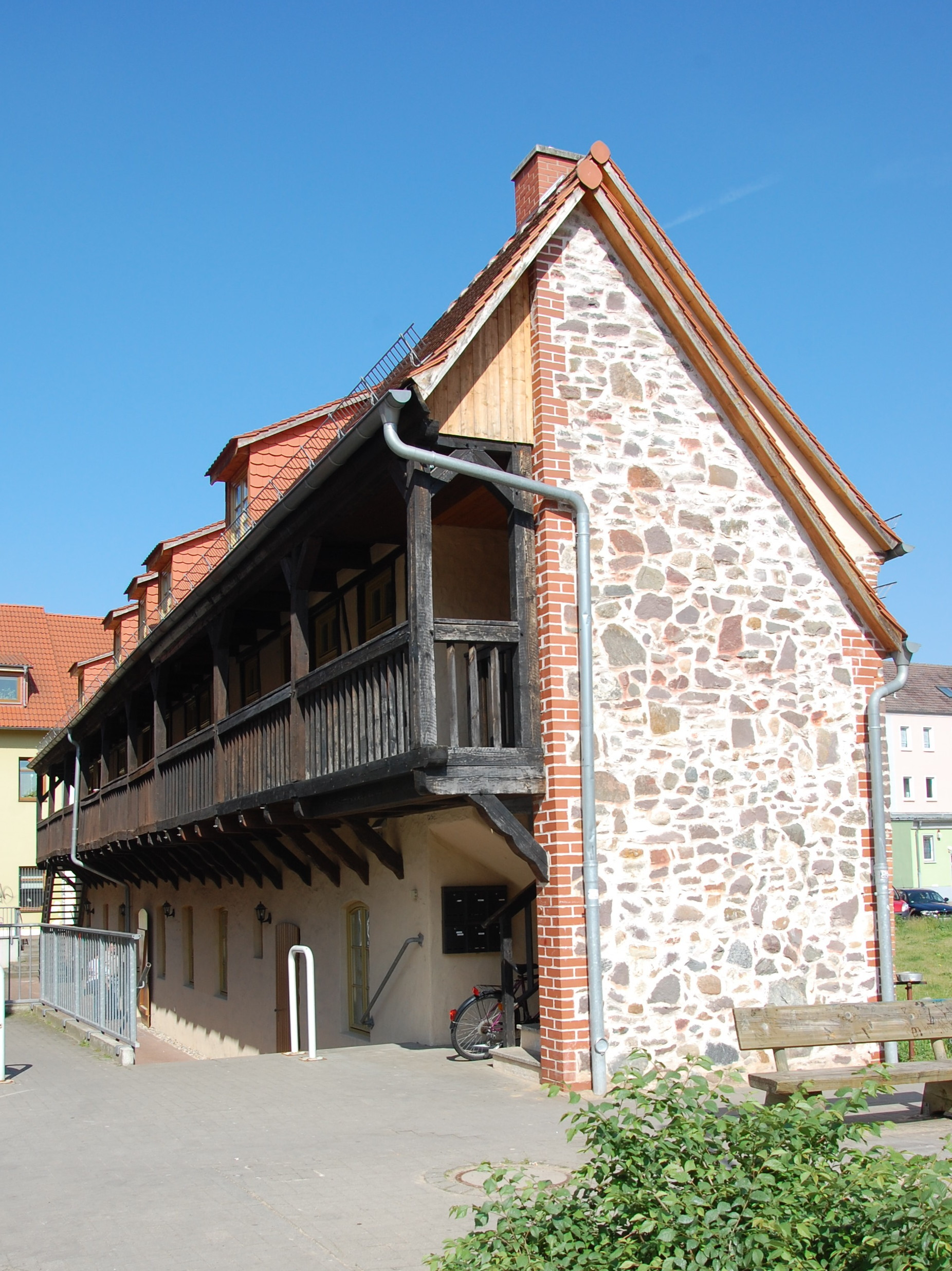
Haus August-Bebel-Straße 49

Das Haus August-Bebel-Straße 49 ist ein denkmalgeschütztes Gebäude in der Stadt Wolmirstedt in Sachsen-Anhalt.

## Lage
Es befindet sich in der Wolmirstedter Innenstadt östlich der August-Bebel-Straße. Im örtlichen Denkmalverzeichnis ist es als Ackerbürgerhaus eingetragen.

## Gestaltung und Geschichte
Das lang in West-Ost-Richtung gestreckte zweigeschossige Gebäude wurde im 18. Jahrhundert errichtet. Während das Erdgeschoss in massiver Bauweise entstand, wurde das Obergeschoss in Fachwerkbauweise erstellt. Auf der nach Süden zeigenden Hofseite befindet sich ein Laubengang. Der hölzerne Gang erstreckt sich über die komplette Länge des Gebäudes.
Bei dem Haus handelt es sich um das letzte erhaltene Gebäude des ursprünglich in der Region üblichen Haustyps.